# Religioni maggiori

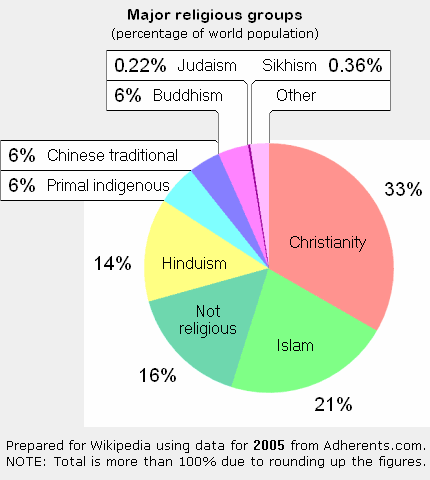
I principali gruppi religiosi come percentuale della popolazione mondiale nel 2005 secondo le stime di www.adherents.com.

La valutazione di quali siano le religioni maggiori, ovvero le principali religioni del mondo, può essere fatta con una pluralità di metodi; in molti casi, le affermazioni sull'importanza relativa di una religione riflettono un particolare punto di vista (molti aderenti ad una religione considerano la propria fede più influente o diffusa di quanto non sia in realtà). Due metodi sono utilizzati in questa voce: numero di aderenti e definizione usata dagli studiosi delle religioni.
Per le relazioni tra di esse si vedano le voci pluralismo religioso e dialogo interreligioso.

## Metodo di stima del numero di aderenti
Il numero di aderenti ad ogni religione è calcolato con una combinazione di censimenti e sondaggi per i paesi in cui non esiste una classificazione religiosa nei censimenti ufficiali; i risultati possono variare molto dipendentemente dal modo in cui sono poste le domande del sondaggio e dal campione rappresentativo scelto. Le religioni informali e non organizzate sono le più difficili da analizzare.

## Elenco delle principali religioni per numero di aderenti

### Grandi tradizioni religiose
La tavola rappresenta una lista delle principali religioni o tradizioni filosofico-culturali. La filosofia di fondo non è in tutti i casi un fattore determinante per le pratiche locali. Vari movimenti eterodossi sono inclusi come parte delle grandi categorie filosofiche (p.es. "Testimoni di Geova" sono in "Cristianesimo"), anche se tali sottogruppi spesso si considerano l'un l'altro come eretici mettendo in discussione l'appartenenza dell'uno o dell'altro alla grande tradizione filosofica (per esempio: cattolici e protestanti e altre divisioni interne sono parte della Cristianità).
Le tradizioni religiose più seguite sono il Cristianesimo con 2 miliardi e 200 milioni di fedeli, l'Islam con 1 miliardo e 600 milioni di fedeli, l'Induismo con 1 miliardo di credenti, la Religione tradizionale cinese con 680 milioni di credenti e il Buddhismo con 500 milioni di credenti. Nella tabella sottostante vi sono i dati relativi alle affiliazioni religiose:
| Religione                     | Numero di seguaci (in milioni) | Tradizione culturale  | Originata in        | Fonti |
| ----------------------------- | ------------------------------ | --------------------- | ------------------- | ----- |
| Cristianesimo                 | 2200                           | religioni abramitiche | regione del Levante | [ 1 ] |
| Islam                         | 1600                           | religioni abramitiche | penisola araba      | [ 1 ] |
| Induismo                      | 1000                           | religioni indiane     | India               | [ 1 ] |
| Religione tradizionale cinese | 680                            | religioni cinesi      | Cina                | [ 2 ] |
| Buddhismo                     | 500                            | religioni indiane     | India               | [ 1 ] |

### Altre tradizioni religiose
Le seguenti sono tradizioni religiose con un grande numero di aderenti che possono o meno essere ascritte alle grandi tradizioni religiose-culturali sopra riportate: 
| Religione            | Numero di seguaci (in milioni) | Tradizione culturale  | Originata in:         | Fonti         |
| -------------------- | ------------------------------ | --------------------- | --------------------- | ------------- |
| Taoismo              | 200                            | religioni cinesi      | Cina                  | [ 3 ]         |
| Shinto               | 100                            | religioni giapponesi  | Giappone              | [ 4 ] [ 5 ]   |
| Sikhismo             | 25                             | religioni indiane     | Panjab                | [ 6 ]         |
| Ebraismo             | 14                             | religioni abramitiche | regione del Levante   | [ 1 ]         |
| Confucianesimo       | 6 — 7                          | religioni cinesi      | Cina                  | [ 7 ]         |
| Sciamanesimo coreano | 5 — 15                         | religioni coreane     | Corea                 | [ 8 ]         |
| Caodaismo            | 5 — 9                          | religioni vietnamite  | Vietnam               | [ 9 ]         |
| Fede Bahá'í          | 5 — 7.3                        | religioni abramitiche | Iran                  | [ 10 ] [ 11 ] |
| Tenriismo            | 5                              | religioni giapponesi  | Giappone              | [ 12 ]        |
| Giainismo            | 4.2                            | religioni indiane     | subcontinente indiano | [ 13 ]        |
| Ceondoismo           | 3 — 4                          | religioni coreane     | Corea                 | [ 14 ]        |
| Hoahaoismo           | 1.5 — 3                        | religioni vietnamite  | Vietnam               | [ 15 ]        |

## Elenco delle religioni organizzate per numero di aderenti
"Christian Science Monitor" usa un diverso standard esaminando solo le religioni organizzate; nel 1998 ha indicato come "Prime 10 religioni organizzate al mondo", in ordine discendente: 
1. Cristianesimo
2. Islam
3. Induismo
4. Buddhismo
5. Sikhismo
6. Ebraismo
7. Bahaismo
8. Confucianesimo
9. Giainismo
10. Shintoismo

## Visione storica "classica"
Le maggiori religioni sono state classificate in base alla loro importanza. Questa divisione è la derivazione di quella degli studiosi cristiani dell'Occidente, quindi le liste delle maggiori religioni classiche tradiscono questo pregiudizio. I primi studiosi cristiani, riconobbero solo tre religioni: Cristianesimo, Ebraismo, e Paganesimo (che consideravano comprendesse tutte le altre religioni). Questa visione cambiò con l'illuminismo e gli studiosi occidentali considerarono Ebraismo, Cristianesimo, Islam, Induismo e Buddhismo come religioni maggiori. Quando aumentò il contatto degli occidentali con altre religioni, altre sei furono aggiunte alla lista originale: Confucianesimo, Taoismo, Giainismo, Shintoismo, Sikhismo, e Zoroastrismo.
- Bahá'í
- Buddhismo
- Cristianesimo
- Confucianesimo
- Ebraismo
- Giainismo
- Induismo
- Islam
- Sikhismo
- Shintoismo
- Taoismo
- Zoroastrismo

La definizione occidentale moderna di religione maggioritaria deriva dalla definizione classica, spesso orientata sul "Cristianesimo," e che omette Giainismo e Zoroastrismo. Un esempio è questa lista trovata nella biblioteca pubblica di New York, Student Reference:
- Buddhismo
- Confucianesimo
- Cristianesimo
- Ebraismo
- Induismo
- Islam